# Justo José Banqueri
Justo José Banqueri (Torvizcón, província de Granada, 1773? – Madrid, 28 d'abril de 1847) fou un advocat i polític espanyol espanyol, diputat a Corts en 1820 i acadèmic de la Reial Acadèmia de la Història.

## Biografia
Es va graduar com a batxiller en lleis canòniques en 1797 a la Universitat de Granada. Treballà com a oficial de la Secretaria d'Hisenda i de 1820 a 1822 fou elegit diputat a les Corts Espanyoles pel Regne de Granada. Entre altres intervencions parlamentàries va proposar la unificació de les unitats de pesos i mesures del Regne d'Espanya.
En 1826 fou nomenat president de la Junta d'Aranzels.
Treballà al Consell Reial d'Espanya i les Índies, i el 1845 fou escollit acadèmic de la Reial Acadèmia de la Història, de la que ja n'era membre des de 1818.